# Tomás Lino da Assunção
Tomás Lino da Assunção (Lisboa, 1844-Paço de Arcos, 1902) fue un escritor portugués.

## Biografía
Nació el 7 de mayo de 1844 en Lisboa. Descrito como un «escritor infatigable», fue autor de numerosos volúmenes de investigación histórica, además de director de las Bibliotecas y Archivos del Reino de Portugal. Entre sus publicaciones se encontraron títulos como Frades e Freiras (croniquetas monásticas), As Freiras de Lorvão, Monjas de Semide, As ultimas freiras, Historias de frades, Narrativas do Brazil (1876-1880); Mil e seiscentas legoas pelo Atlântico; O Catholicismo (Da costa ao sertão); Fim de século (historias do meu tempo); As festas d'outr'ora, Matheus de Magalhães; Em Hespanha (Arte e paysagem); Miscellanea; Diccionario dos termos de architectura; Historia dos jesuitas y Martyres (paraphrase d' uma lenda christã), que fue su último libro. Para el teatro escribió Eva (drama en 4 actos), Os Lázaros (drama en 5 actos); A Pátria na officina (comedia en 1 acto), Gramática (comedia en 1 acto), Maldita campanha (comedia en 1 acto), Dormir acordado (comedia en 1 acto), Monsenhor, que fue su última obra teatral. También escribió para el Dia  y la Gazeta de Noticias, de Río de Janeiro. Falleció el 1 de noviembre de 1902 en Paço de Arcos.